# Fatafehi Paulaho
Fatafehi Paulaho est un roi des Tonga entre 1770 et 1784.